# شهرستان اماجوبا
شهرستان اماجوبا (به لاتین: Amajuba District Municipality) یک سکونتگاه مسکونی در آفریقای جنوبی است که در کوازولو-ناتال واقع شده‌است.